# Règle de saint Basile

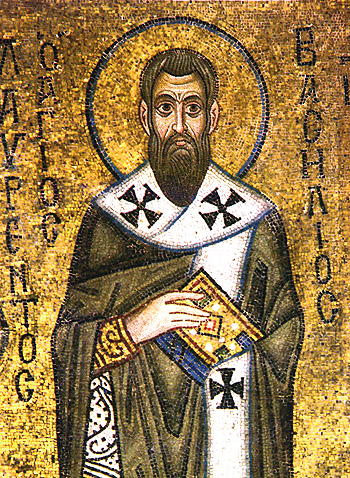
Saint Basile avec sa règle.

La règle de saint Basile est un ensemble de préceptes monastiques collationnés au VIe siècle à partir de divers documents attribués à saint Basile de Césarée (IVe siècle). Théodore le Studite lui donne sa forme définitive au début du IXe siècle. Stricte et d’orientation cénobitique, mais sans encourager l’extrême ascétisme des ermites du désert elle devient la source d’inspiration de l’ensemble du monachisme oriental (orthodoxe et catholique) sans cependant avoir le statut de « Constitutions » ou « règle fondamentale » tel que compris dans l’Église d'Occident. Ceux qui suivent cette règle sont connus comme étant des « moines basiliens ».

## Origine et développement
Les réponses que donne Basile de Césarée aux questions qui lui sont posées dans son monastère à propos de la vie monastique et de son ascèse sont rassemblées en un document appelé Asketikon. On connait deux asketikons, le second étant plus développé que le premier. Ce texte servait sans doute de règle à la communauté monastique fondée par Basile en Cappadoce, vers 356.
Avant de former une communauté monastique selon son désir Basile visite l’Égypte, la Syrie, la Palestine et la Cappadoce afin de s’instruire de la manière de vivre des moines de ces régions. Il constate que la plupart sont ermites et sont portés à des extravagances ascétiques de pénitence corporelle. 

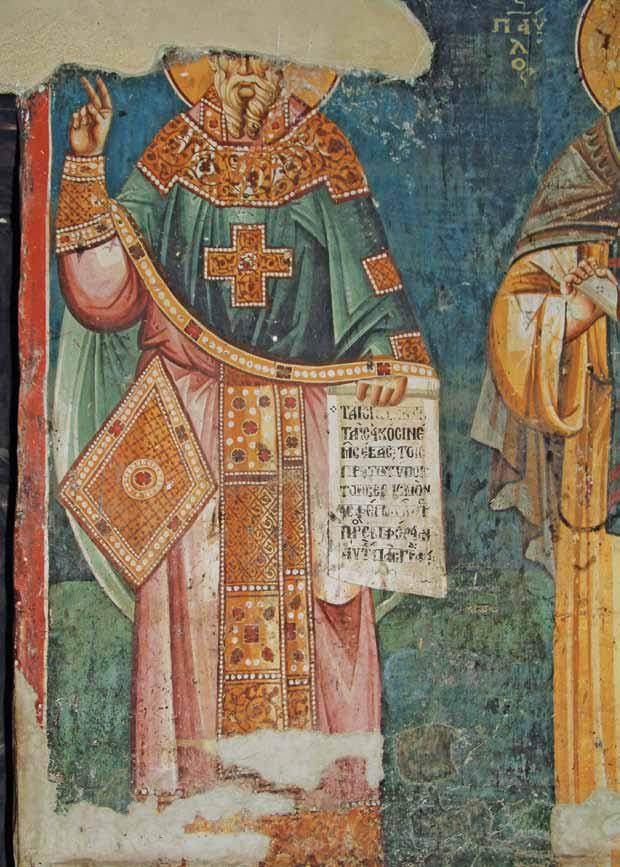
Théodore le Studite exposant la règle.

Cela ne lui parait pas être la bonne voie. Aussi lorsqu’il fonde sa communauté monastique dans le Pont choisit-il une forme de vie nettement cénobitique ; il déclare que le cénobitisme – vie religieuse en communauté – est supérieure à la forme érémitique, la « vie religieuse en solitaire ». Des jeûnes excessifs et une austérité physique dommageable au corps humain nuisent à la vie de prière et au travail. Ce dernier n’est pas une « occupation » pour éviter les tentations, mais une activité positive en vue de venir en aide aux autres. Prière et travail sont parties intégrantes de la vie monastique. Les monastères doivent être fondés de préférence près des villes.
Le monachisme – que l’on appelle « grec » même s’il couvre tout l’Orient chrétien – ne connait que très peu de changement durant quatre siècles. Vers la fin du VIIIe siècle, il est en décadence. Au tournant du IXe siècle émerge Théodore le Studite, abbé du Stoudion de Constantinople. Il entreprend de réformer son monastère pour y revenir à la règle de saint Basile dans toute sa vigueur. Mais, les temps ayant changé, il y ajoute un code pratique de normes déterminant les détails de la vie quotidienne des moines, comme supplément à la grande règle du saint de Césarée. Ses « constitutions », mises plus tard en forme législative, deviennent les normes de vie dans son Monastère du Stoudion, près de Constantinople, et sont progressivement adoptées par d’autres monastères de l’empire byzantin. 
Aujourd’hui, la règle de saint Basile et les constitutions de Théodore le Studite, avec les canons des conciles, constituent le corpus législatif qui normalise l’ensemble de la vie monastique grecque et russe, comme du monachisme oriental catholique. Aussi les moines de cette double tradition sont-ils souvent appelés « basiliens ».

## Contenu
La règle de saint Basile était divisée en deux parties : les « règles majeures » et les règles mineures. Elles ont été unifiées par leur traducteur latin, Rufin d'Aquilée, sous le titre de Regulae sancti Basilii episcopi Cappadociae ad monachos. Cette règle fut adoptée par plusieurs monastères d’Occident.
Dans sa règle Basile adopte une méthode catéchétique simple. Le disciple pose une question au maître qui y répond. Il s’y borne aux principes fondamentaux de la vie monastique qui guideront les supérieurs de monastères dans la direction de leurs moines.
Les questions concernent en général les virtus que les moines doivent pratiquer et les vices à éviter. Basile renvoie souvent ses moines à l’Écriture sainte. La Bible est à ses yeux la source de toute législation monastique ; elle est la seule et vraie règle. Un grand nombre de réponses contiennent une citation biblique de plusieurs versets suivie d’un commentaire qui en définit le sens. Pauvreté, obéissance, renoncement et abnégation personnelle sont le fondement de toute vie monastique.
La règle de Basile est remarquable par sa prudence et sagesse humaine et religieuse. Elle laisse au supérieur local la tâche de régler et légiférer sur l’organisation de la vie quotidienne. Elle n’entre pas dans l’administration temporelle des monastères.
Au fil du temps, la règle s’enrichit d’une tradition monastique, comprenant les décisions des conciles, des instructions d’abbés particulièrement vénérés, d’ordonnances impériales de Constantinople. Cela créa tout un corpus de législation monastique autour de la règle, plus ou moins accepté et observé dans les monastères orientaux, suivant les régions où ils se trouvent. Mais l’existence de la règle de Saint Basile en reste le principe unificateur.